# Waldomiro Jamal
Waldomiro Jamal, mais conhecido como Caxambu (Caxambu, 1 de dezembro de 1915 — Caxambu, 9 de dezembro de 2000) foi um futebolista brasileiro que atuava como atacante.

## Carreira
Iniciou a carreira na Associação Atlética Nacional, de sua cidade natal e de lá foi para o América Mineiro.
Em 1936, foi campeão estadual com o Rio Branco (ES), onde se destacou nacionalmente quando disputou o Torneio dos Campeões no ano seguinte.
Em 1937, após uma semana de testes no America-RJ, acertou com o São Cristóvão. Pelo clube carioca, excursionou pela América do Sul.
Entre 1939 e 1941, Caxambu atuou pelo Flamengo, onde fez 34 partidas (20 vitórias, três empates e 11 derrotas) e 34 gols. Foi campeão carioca pelo clube em 1939, atuando em 12 gols da campanha.
Após se destacar numa turnê do rubro-negro por Buenos Aires, ainda em 1941, acertou com o Gimnasia y Esgrima, da Argentina, fazendo 6 jogos e marcando 1 gol.
Em 1942, retornou ao São Cristóvão.
Chegou ao Palmeiras em 1943, estreando em 23 de maio contra o Corinthians, em jogo válido pelo Campeonato Paulista. No ano seguinte, seria campeão paulista pelo clube, marcando um gol de bicicleta contra o São Paulo, em um dos jogos finais. Ficou no clube até 1945, atuando em 50 jogos e marcando 43 gols.
Após uma passagem pelo Pelotas, entre 1946 e 1947, atuou pelo Santos, onde marcou trinta e nove gols em quarenta e oito partidas.

### Títulos
Rio Branco (ES)
- Campeonato Capixaba: 1936

Flamengo
- Campeonato Carioca: 1939[11][12]

Palmeiras
- Campeonato Paulista: 1944